# Überruh
Überruh ist ein Wohnplatz in der Gemarkung Großholzleute im Gebiet der Stadt Isny im Allgäu im Landkreis Ravensburg in Baden-Württemberg.

## Geographie
Der Ort mit etwa einem Dutzend Hausnummern liegt circa fünf Kilometer südöstlich der Stadt Isny im Allgäu im Waldtal der Scheidach. Südlich und bachabwärts der Ortschaft schließt sich nahe der Weiler Bolsternang an. Überruh liegt am Fuße des Schwarzen Grats in der Adelegg.

## Geschichte
Der Ort wurde mit der Eröffnung der Lungenheilstätte der Landesversicherungsanstalt im Jahr 1908 gegründet. Von den Einheimischen wurde die Heilanstalt lange Zeit spöttisch Hustenburg genannt. Die Heilstätte diente nach dem Ersten Weltkrieg als Reservelazarett und im Zweiten Weltkrieg als Lager des Generalkommandos der Wehrmacht. Im Jahr 1928 wurde die Stabkirche erbaut. In der Nachkriegszeit waren die französischen Sanitätskompanie und Heimatvertriebene einquartiert. Im Jahr 1972 wurde die Heilstätte in eine Kurklinik für psychische Erkrankungen umgewandelt. Ab den 1980er Jahren kam die Behandlung von Herz-Kreislauf-Erkrankungen hinzu. 1978 wurde das neue Kurhaus in Betrieb genommen.

## Galerie

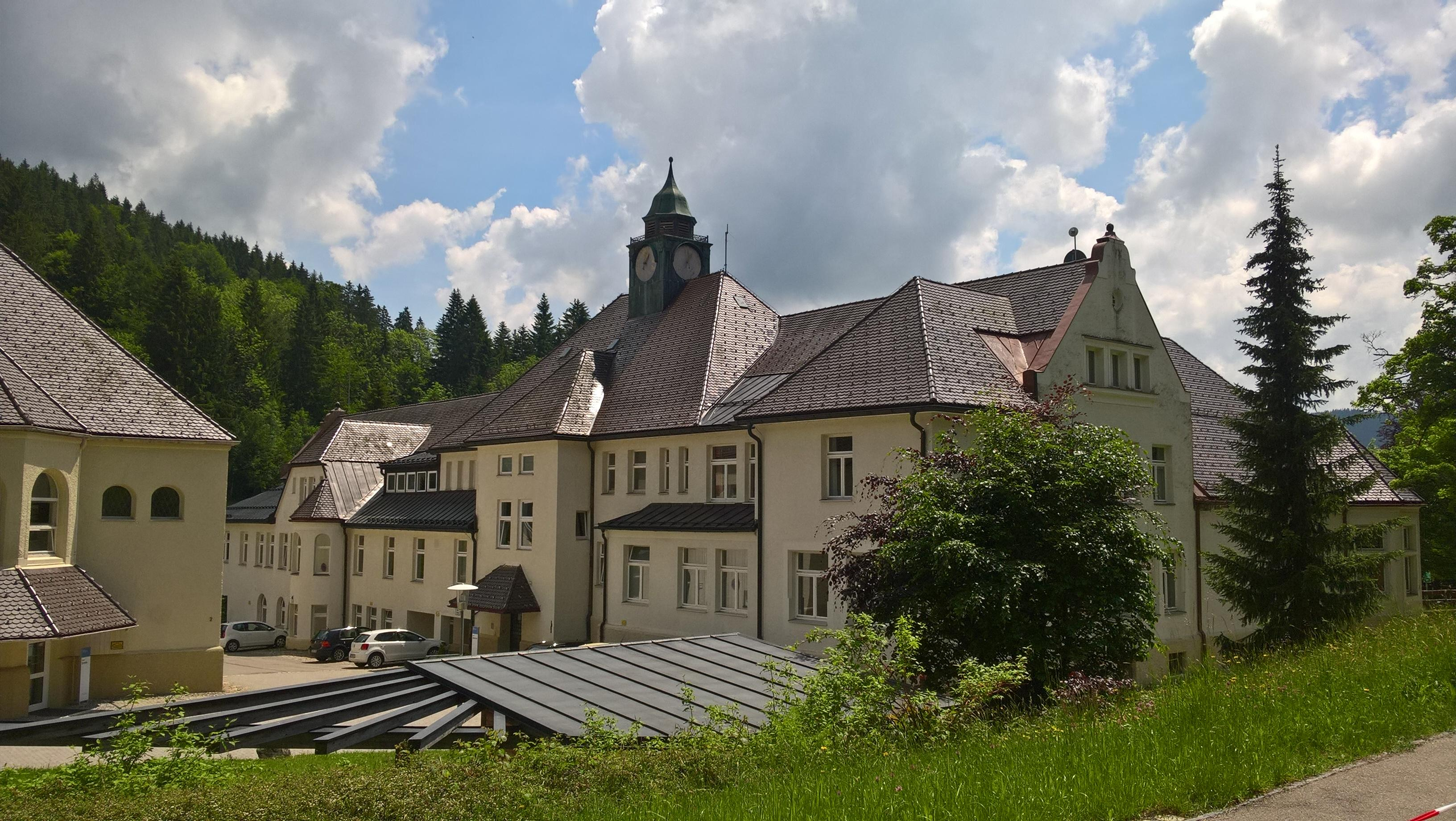
Verwaltungsgebäude
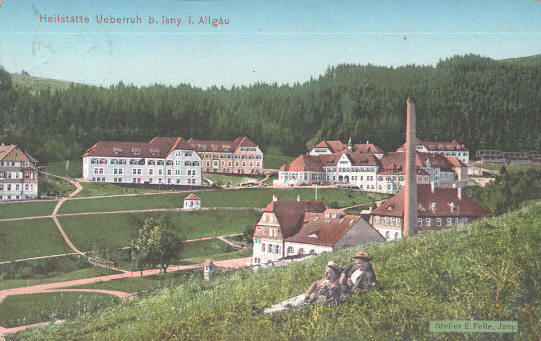
Überruh um 1915, nach Eugen Felle
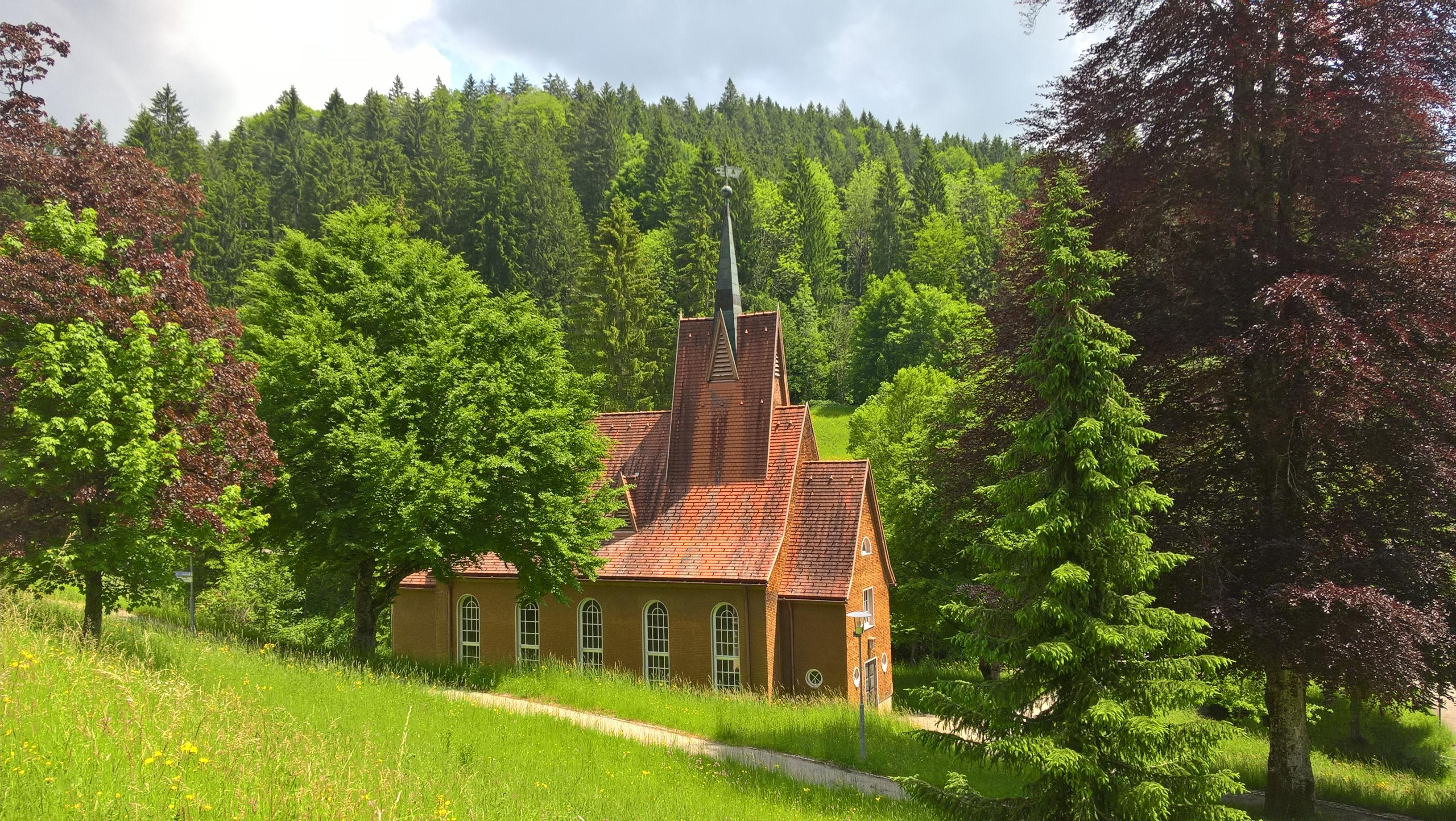
Stabkirche